# Giuseppe Tadonio
Giuseppe Tadonio (Cava de' Tirreni, 7 aprile 1923 – Forlì, 28 marzo 1996) è stato un pittore italiano.

## Biografia
Dal 1940 a Forlì, dove si diploma Perito Industriale, inizia a dipingere da autodidatta e, nel 1964 esordisce allestendo la prima mostra personale.
Negli anni successivi partecipa a rassegne collettive ed espone nelle maggiori città italiane.
Nel 1981 espone personali a Salerno, San Marino, Montecatini, Verona e Forlì.
Brevetta il tendicollo.

## Riconoscimenti
Tadonio partecipa a numerosi concorsi, conseguendo premi e riconoscimenti:
- Trofeo Valdazze, edizione 1971, Pieve Santo Stefano di Arezzo (1º premio);
- Esposizione al Castello Angioino di Napoli, 1972 (targa d'oro del Centro artistico culturale G. Rondinò);
- Premio nazionale Marina di Ravenna, 1971 e 1972 (segnalato);
- Premio Città di Ancona, 1972; Concorso Tavolozza d'oro, Conf. it. Prof. Art. di Bologna;
- Mostra Piccolo Quadro, galleria Al Muretto, ENAL 1969, Forlì (medaglia d'oro);
- Concorso Noi per il mondo, 1972 Cavezzo (medaglia d'oro);
- Concorso nazionale Comune di Medicina, 1972;
- Concorso Pro Loco di Brisighella, 1970;
- Concorso d'arte e bellezza notturno, club La nuit, terza ed. Cesenatico (segnalato);
- Premio internazionale Città di Cattolica, prima ed. (segnalato);
- Concorso Centro artistico ferrarese;
- Premio naz. di pittura, Città di Prato, V ed.